# 塔拉西夫卡 (扎波罗热区)
47°46′41″N 35°26′36″E / 47.77806°N 35.44333°E
塔拉西夫卡（烏克蘭語：Тарасівка）是位於烏克蘭東南部的村莊，由扎波羅熱州扎波羅熱区的科梅舒瓦哈市镇負責管轄。該村始建於1906年，面積0.43平方公里，海拔高度105米，2001年人口109，人口密度每平方公里254.1人。